# Port lotniczy Nome
Port lotniczy Nome (IATA: OME, ICAO: PAOM) – port lotniczy położony 3,7 km na zachód od Nome, w stanie Alaska, w Stanach Zjednoczonych.